# Tschappina
Tschappina – miejscowość i gmina w Szwajcarii, w kantonie Gryzonia, w regionie Viamala.

## Demografia
W Tschappinie mieszkają 134 osoby. W 2020 roku 4,5% populacji gminy stanowiły osoby urodzone poza Szwajcarią. 

## Osoby

### urodzone w Tschappinie
- Oscar Plattner, kolarz
- Reto Hänny, pisarz